# Vaillant, 1942-1969 la véritable histoire d'un journal mythique
Vaillant, 1942-1969 la véritable histoire d'un journal mythique est un essai d'hervé Cultru paru en 2006 aux Éditions Vaillant Collector. Le livre raconte l'histoire du périodique Vaillant de ses débuts en 1942, sous le titre Le Jeune Patriote, jusqu'à sa transformation en Pif Gadget en 1969.

## Documentation
- Jean-Paul Jennequin, « Tout le monde n'a pas eu la chance d'avoir des parents communistes », dans Bananas n°2, automne-hiver 2006-2007, p. 77-79.

## Sources
- (fr) Hervé Cultru (préf. Richard Medioni), Vaillant, 1942-1969 la véritable histoire d'un journal mythique, Paris, Éditions Vaillant Collector, février 2006, 286 p., relié (ISBN 2-9519925-1-3).Histoire complète du journal (1942-1969) qui donna naissance à Pif Gadget.
- (fr) « Vaillant le livre » (consulté le 3 novembre 2008)
- (fr) Pascale Arguedas, « La Véritable Histoire d'un journal mythique » (consulté le 3 novembre 2008)
- (fr) « Vaillant, La véritable histoire d'un journal mythique », sur auracan.com (consulté le 3 novembre 2008)
- (fr) « Vaillant 1942-1969 : la véritable histoire d'un journal mythique », sur bedetheque.com, 8 février 2006 (consulté le 3 novembre 2008)
- (fr) « VAILLANT 1942/1969 : LA VERITABLE HISTOIRE D’UN JOURNAL MYTHIQUE », sur bdzoom.com, 13 février 2006 (consulté le 13 décembre 2010)